# 賴德蒙·傑拉德
賴德蒙·"紅男孩"·傑拉德（Redmond "Red Boy" Gerard，2000年6月29日—）生於科羅拉多州銀座，是美國單板滑雪運動員，曾獲得2018年冬季奥林匹克运动会男子花式滑板金牌。

## 外部連結
- 賴德蒙·傑拉德的Instagram帳戶